# Mister Bumpy
Mister Bumpy (no original, Bump in the Night) foi uma série animada de stop motion criada em 1994 pela Danger Productions. Foi originalmente exibida pela ABC até 1995.  
No Brasil, foi exibido no SBT entre os anos de 1995 e 2000, originalmente exibido nas manhãs de domingo da emissora e dentro dos programas Sessão Desenho e Sábado Animado. Também já foi apresentado no canal pago Multishow e alguns episódios chegaram a ser lançados em VHS pela PlayArte Home Vídeo.  

## Sinopse
Mr. Bumpy é um monstro verde que vive debaixo da cama de um garoto de dez anos, onde passa o tempo comendo meias sujas e só sai à noite. Seus melhores amigos são Squishington, mais conhecido como Squishy, um monstro azul que vive na caixa de água do vaso sanitário e Molly Coddle, a boneca de pano da irmã do garoto. Outros personagens incluem Destructo, um robô de brinquedo do que age como policial e persegue Mr. Bumpy durante os episódios; o Monstro do Armário, constituído de roupas do garoto e que também persegue o personagem principal; e as Cute Dolls, um trio de bonecas cantoras sempre assediadas por Mr. Bumpy.
No Mr. Bumpy's Karaoke Cafe, o protagonista realiza suas apresentações musicais ao final de alguns episódios da animação, sempre utilizando alguma fantasia.

## Prêmios
Jim Cummings recebeu uma indicação ao Annie Award na categoria Melhor Voz no Campo da Animação, por interpretar a voz de Mr. Bumpy.